# Чичерин, Денис Иванович
Дени́с Ива́нович Чиче́рин (1720/1721—1785) — генерал-поручик русской императорской армии из рода Чичериных. В 1762-1780 гг. сибирский губернатор. В 1765 г. приобрёл для России Алеутские острова. Брат генерал-аншефа Н. И. Чичерина, дед генерала от кавалерии П. А. Чичерина.

## Биография
Сын подполковника Полтавского пехотного полка Ивана Лаврентьевича Чичерина, племянник мценского воеводы К. Л. Чичерина. Родился возде Белева в родовом имении Ильинское. В 1735 г. записан в Семёновский полк; в 1740 г. был уже сержантом и исполнял какую-то миссию в Ижоре. В 1741 г. прапорщик, в 1751 г. подпоручик, в 1753 поручик, в 1754 капитан-поручик, в 1761 г. Чичерин был уволен в отставку уже секунд-майором гвардии.
Быстрое повышение в чинах, командировки в 1748 г. за границу к князю Репнину, наконец, исполнение таких поручений самой  императрицы, как поездка в Курск для осмотра, клеймены ли продаваемые там парчи, штофы и прочие шёлковые товары и позументы, показывают, что уже в молодости Чичерин был на виду у начальства. В самый день смерти Елизаветы Петровны получил отставку по указу Петра III, по которому ему было велено жить в родовом сельце Ильинском и запрещено определять его на службу. Чем навлек на себя Чичерин эту немилость, неизвестно. Опала, впрочем, была непродолжительна.
С вступлением на престол императрицы Екатерины II Денис Иванович, в роте которого служили братья Орловы, был вызван вновь из своей ссылки, награждён чином премьер-майора лейб-гвардии, а 10 августа 1763 г., произведенный в генерал-майоры, был назначен губернатором Сибири. Пользуясь благоволением самой государыни, предоставлявшей в управлении краем многое на его личное усмотрение, Чичерин, наделенный большими полномочиями, сделался почти неограниченным господином громадного края. Почти 18 лет правил Чичерин Сибирью, и имя его надолго сохранилось в народной памяти.
Екатерининский вельможа окружил свой сан и власть такою пышною обстановкой, которая необходимо должна была запечатлеться в памяти тобольских обывателей. Любивший повеселиться, губернатор устраивал роскошные празднества, давал торжественные, с музыкой, громом пушек и ружейной пальбой, обеды и балы, на которые собирал весь город, держал массу челяди, и в высокоторжественные дни, окруженный большою свитою чиновников, со скороходами впереди, гайдуками позади, облеченный в мантию ордена Александра Невского и в орденах шествовал к обедне в собор.
Не менее, если только не более, должна была остаться памятной для сибирского населения непомерная строгость, с которою вводились и поддерживались новым губернатором небывалые ещё в Сибири распорядки в общественной и даже частной жизни. Быть нещадно сеченным за плохую распашку земли или плохое ведение хозяйства, попасть в каторжные работы за плохое содержание мостовой перед домом, при «батюшке Денисе Ивановиче» было не так трудно. Пуская в ход, для достижения намеченной цели, всю силу власти, почти ничем не сдерживаемой, Чичерин, как истинный сын своего века, зачастую переходил пределы всякой законности, благоразумия и гуманности и добивался желаемого неслыханными строгостями, граничившими с беспощадною жестокостью.
Чичерин был человек инициативы, замечательно энергичный и неутомимый работник. Любил во все входить и вникать сам и не оставлял без внимания ни одни отрасли управления. С его именем связаны некоторые весьма важные для Сибири мероприятия. Таково, например произведенное им заселение большого тракта от Тобольска до Иркутска частью рекрутами, частью ссыльными; затем, заселение Барабинской степи, стоившее дешево казне, но потребовавшее страшных жертв со стороны колонистов ссыльных. Есть указание на то, что при нём в промежуток времени от 1763 г. по 1767 г. совершилось уравнительное распределение земель в Западной Сибири среди крестьян.
Многие циркуляры Чичерина показывают, что он в некоторых отношениях стоял выше своих современников. Но вводимые распорядки удерживались только грозною рукою Чичерина и, естественно, не могли прочно укорениться в жизни не доросшего до них общества. Крутой начальник, но все-таки заботившийся об общественном благе, Чичерин, как человек, является несимпатичным. Впрочем, нужно заметить, что интересная фигура этого типичного вельможи екатерининских времен, развернувшегося во всю ширь русской натуры на неограниченном просторе сибирской глуши, до сих пор не имеет ни точной биографии, ни справедливой оценки административной деятельности.
Быстрые и решительные меры, принятые Чичериным в самом начале пугачёвского бунта, пресекли его распространение на восток. В самом Тобольске он открыл геодезическую школу, завёл госпиталь, аптеку, выписал доктора с четырьмя помощниками для оспопрививания, устроил ремесленный дом для ссыльных, выхлопотал банковую контору для размена ассигнаций с капиталом в миллион рублей; заботился о благоустройстве города, следил за его санитарным состоянием.
22 сентября 1765 года награждён орденом Святой Анны, а 27 августа 1775 года - орденом Святого Александра Невского.
В 1781 г. Д.И. Чичерин получил отставку и с большими богатствами, накопленными им за свою службу в Сибири, удалился на покой в своё родовое имение, где умер на 64-м году жизни. В браке с барышней из рода Яковлевых имел детей:
- Александр (ум. 1786), бригадир, белёвский уездный предводитель дворянства; женат на дочери графа П. А. Девиера, Екатерине, дожившей до 93 лет[2]. Среди их семерых сыновей наиболее известен Пётр Александрович.
- Глафира, жена д.с.с. Сергея Ивановича Богданова, калужская помещица. Их дочь Авдотья Сергеевна принесла 4000 душ в приданое мужу Павлу Каверину, известному игроку и расточителю. Другая дочь, Софья Щербачёва (ум. 1875), также жила в Калуге; среди её внуков посол в Греции Ю. Н. Щербачёв и сенатор, тайный советник А. Н. Щербачёв.
- Евгения (в 1777-1781 гг. жила в семье отца в г. Тобольск)

Богато украшенный чайный сервиз Д. И. Чичерина можно увидеть в настоящий момент в экспозиции Оружейной палаты (зал 2, витрина 17).